# Університет Сент-Джонс (Нью-Йорк)

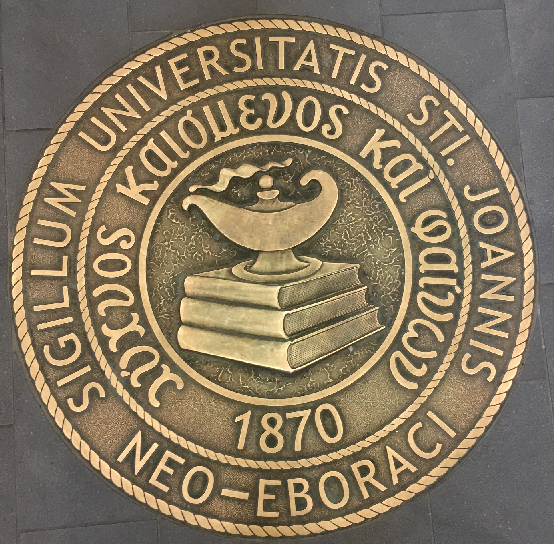

Університет Сент-Джонс (англ. St. John's University; скор. STJ) — приватний, католицький, дослідницький університет в Нью-Йорку, США.
2016 року в університеті навчалося 16 440 студентів і 4 647 аспірантів. Університет пропонує понад 100 програм бакалаврату, магістратури та докторантури, а також професійне сертифікування.

## Історія
Університет Сент-Джонс був заснований 1870 року лазаристами (вікентійцями) Римсько-католицької церкви як відповідь на пропозицію першого єпископа Бруклінського — Джона Лафліна, щоб надати дітям з бідних кварталів міста гідну освіту і виховання. Створювався на ідеалах Вікентія де Поля, покровителя християнського милосердя. Слідуючи його традиціям, університет прагне забезпечити освіту, яке заохочує активну участь в суспільному житті й благодійності.
Спочатку університет був коледжем святого Йоана Хрестителя і знаходився в Брукліні. 28 травня 1868 року було закладено фундамент його першої будівлі, яка була відкрита для освітніх цілей 5 вересня 1870 року. Починаючи з установи юридичної школи 1925 року, Сент-Джонс продовжив засновувати інші школи й став університетом 1933 року. 1954 року Сент-Джонс відкрив новий кампус у Квінзі, на місці колишнього гольф-клубу Hillcrest. Приблизно протягом наступних двох десятиліть інші школи університету переїхали в новий кампус у Квінзі. Остання зі шкіл переїхала туди 1972 року, поклавши край університетському кампусу в центрі Брукліну.
27 січня 1971 року Рада регентів штату Нью-Йорк схвалив об'єднання університету з колишнім коледжем Нотр-Дам (Notre Dame College) — приватним жіночим коледжем. 1990 року плата за навчання в Сент-Джонс була менше половини від вартості навчання в Нью-Йоркському або Колумбійському університетах.

## Керівництво та структура
Університет Сент-Джонс є некомерційною організацією, контрольованою приватною Радою піклувальників. Conrado Gempesaw, доктор філософії, є 17-м президентом університету, а преподобний Bernard M. Tracey, лазарист, виступає як виконавчий віцепрезидент.
Університет складається з шести коледжів і шкіл:
- St. John's College of Liberal Arts and Sciences,
- School of Education,
- Peter J. Tobin College of Business,
- College of Pharmacy and Health Sciences,
- College of Professional Studies,
- St. John's School of Law.

Філії університету Сент-Джонс знаходяться в: Стейтен-Айленді (Нью-Йорк), Мангеттені (Нью-Йорк), Hauppauge (Нью-Йорк), Римі (Італія), Парижі (Франція)